# Alberto Fouilloux
Alberto Jorge Fouilloux Ahumada (født 22. november 1940 i Santiago, Chile, 23. juni 2018) var en chilensk fodboldspiller (midtbane/angriber).
Fouilloux tilbragte langt størstedelen af sin 19 år lange karriere hos Santiago-storklubben Universidad Católica. Her spillede han i sammenlagt 14 sæsoner, og var med til at vinde to chilenske mesterskaber (1961 og 1966). Herudover spillede han også tre sæsoner hos Lille i Frankrig.
Fouilloux spillede desuden 70 kampe og scorede 12 mål for det chilenske landshold. Hans debutkamp var en venskabskamp 23. marts 1960 på udebane mod Vesttyskland, mens hans sidste optræden i landsholdstrøjen faldt 16. august 1972 på hjemmebane mod Mexico.
Fouilloux var en del af det chilenske hold, der vandt bronze ved VM i 1962 på hjemmebane. Her spillede han to af holdets seks kampe i turneringen. Han var også med til VM i 1966 i England, hvor han også spillede to kampe.

## Titler
Primera División de Chile
- 1961 og 1966 med Universidad Católica